# Gaylord (nome)
Gaylord  è un nome proprio di persona inglese maschile.

## Varianti
- Maschili: Gayelord[1]
- Ipocoristici: Gay

## Origine e diffusione
Riprende il cognome inglese Gaylord, di duplice origine; da una parte, deriva dal francese antico gaillard ("esuberante", "vivace", "chiassoso"), dall'altra continua l'antico nome germanico Gailhard, composto da gail ("abile", "di potere") e hard ("duro", "tenace").
Il suo uso come nome calò drasticamente quando, dalla metà del XX secolo, il termine gay (che di per sé ha un'origine diversa, nel latino gaius, "gaio", ed era già usato comunemente nella accezione di "giullare") divenne uno slang col significato di "omosessuale".

## Onomastico
Il nome è adespota, cioè non è portato da alcun santo, pertanto l'onomastico ricade il 1º novembre, giorno di Ognissanti.

## Persone

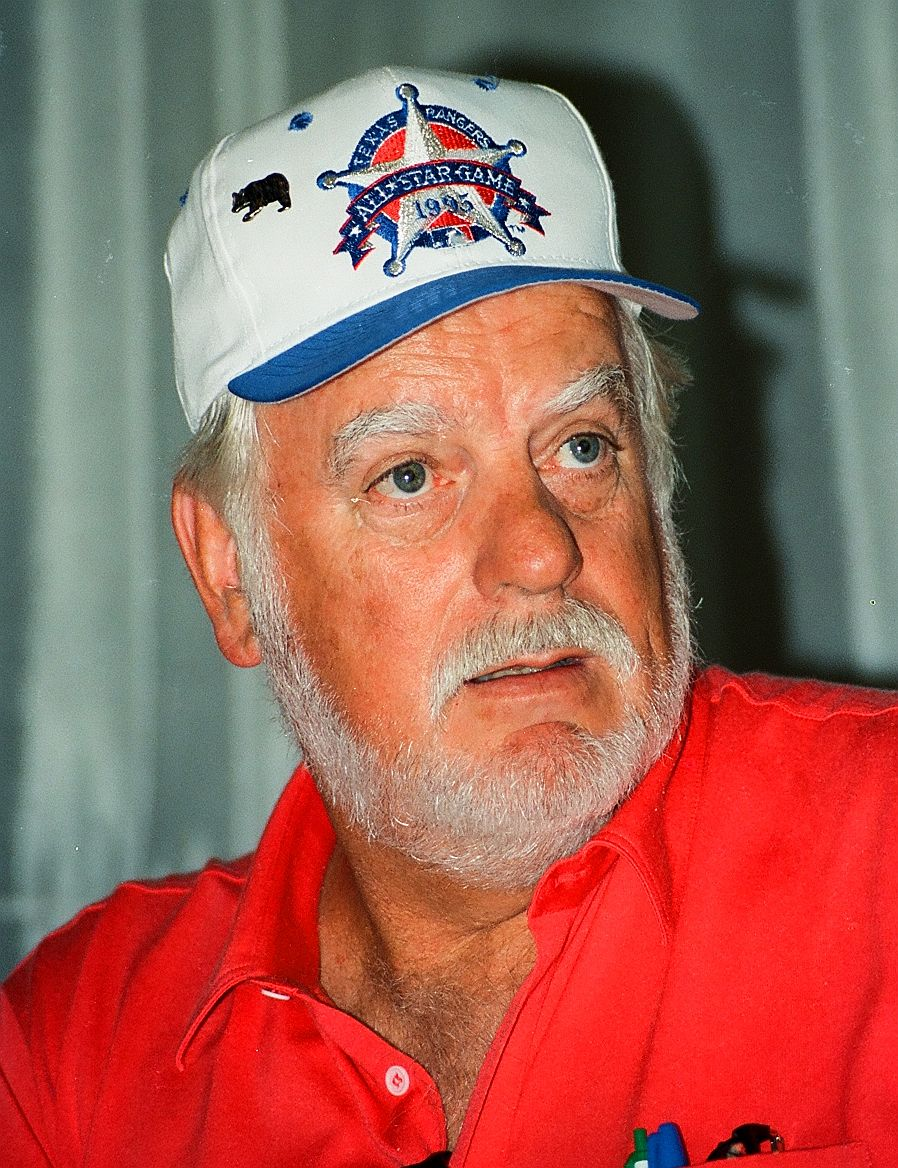
Gaylord Perry

- Gaylord Kent Conrad, politico statunitense
- Gaylord Ho, scultore taiwanese
- Gaylord Nelson, politico e ambientalista statunitense
- Gaylord Perry, giocatore di baseball statunitense
- George Gaylord Simpson, paleontologo statunitense

## Il nome nelle arti
- Gaylord Robinson è un personaggio della serie animata Lo straordinario mondo di Gumball.